# Dromioidea
Los dromioideos (Dromioidea, del griego drome, "corredor" e ides, "que tiene forma") son una superfamilia de cangrejos braquiuros distribuida mayoritariamente en Madagascar. Se han encontrado fósiles desde el Cretácico superior de España.